# Crahan Denton
Crahan Denton (Arthur Crahan Denton; n. 20 martie 1914, Seattle, Washington, SUA – d. 4 decembrie 1966, Piedmont⁠(d), California, SUA) a fost un actor american de teatru, film și televiziune. Cel mai cunoscut rol al său este Walter Cunningham, un client al avocatului Atticus Finch⁠(d), în lungmetrajul ...Să ucizi o pasăre cântătoare (1962).
A avut o serie de roluri în reprezentații pe Broadway și a câștigat un premiu Outer Critics Circle⁠(d) la categoria „cel mai bun actor în rol secundar” pentru interpretarea din piesa de teatru Bus Stop⁠(d) (1955).

## Biografie
Arthur Crahan Denton s-a născut în 20 martie 1914, fiul lui Arthur P. Denton (născut la New York) și al soției sale May (născută Graham în Montana). Arthur s-a născut în Seattle, Washington, dar familia s-a mutat ulterior în Piedmont, California⁠(d).
După absolvire, Denton a studiat teatrul la Universitatea din California, Berkeley. Mai târziu, s-a mutat în New York pentru a studia la Neighborhood Playhouse School of the Theatre⁠(d). Pe parcursul carierei de actor, Denton a decis să utilizeze numele mijlociu⁠(d) ca prenume.

## Cariera
Denton a apărut în producțiile Little Theatre⁠(d) pe durata studenției în cadrul Universității din California.
În New York, a obținut treptat roluri de scenă pe Broadway, inclusiv în Key Largo (1940), Liberty Jones (1941), Fragile Fox (1954), Bus Stop (1955), Orpheus Descending (1957) și Winesburg, Ohio (1958).
În perioada 1945-1966, Denton a apărut și în numeroase lungmetraje, printre care The Great St. Louis Bank Robbery⁠(d) (1959) cu Steve McQueen, The Parent Trap⁠(d) (1961) cu Maureen O'Hara și Brian Keith, Birdman of Alcatraz⁠(d) (1962) cu Burt Lancaster, ...Să ucizi o pasăre cântătoare (1962) cu Gregory Peck și Bus Riley's Back in Town⁠(d) cu Ann-Margret și Michael Parks⁠(d).
În mai 1952, l-a interpretat pe Abraham Lincoln într-un episod din serialul educațional American Inventory⁠(d).
De asemenea, a fost invitat în multe seriale de televiziune, inclusiv Bonanza („The Secret”;1961), Alfred Hitchcock Presents , Gunsmoke⁠(d) („Apprentice Doc” și „Blind Man's Bluff”), Have Gun – Will Travel⁠(d) cu Richard Boone⁠(d), The Fugitive cu David Janssen și The Donna Reed Show⁠(d) („Once Upon a Timepiece”; 1962).
În 1960, a jucat împreună într-un episod pilot intitulat Mountain Man, despre  comerțul cu blănuri⁠(d) din Munții Stâncoși în anii 1840. Denton a apărut de două ori în serialul dramatic Perry Mason⁠(d) alături de Raymond Burr; i-a interpretat pe Frank Jarrett în episodul „The Case of the Nimble Nephew” din 1960 și pe Templeton Cortland în episodul „The Case of the Missing Melody” din 1961.
În 1963, Denton a fost John Lewis în  episodul „Run Away Home” al serialului The Virginian⁠(d).

## Viața personală și moartea
S-a căsătorit cu Eleanor Brown în 1955 în New York City. A câștigat un premiu Outer Critics Circle la categoria „cel mai bun actor în rol secundar” pentru interpretarea din piesa de teatru Bus Stop⁠ (1955).
În 1966, Denton a murit după un atac de cord la vârsta de 52 de ani.

## Filmografie
| Titlu                            | An   | Rol                   | Note        |
| -------------------------------- | ---- | --------------------- | ----------- |
| Crime, Inc.                      | 1945 | Vannie Denton         | nemenționat |
| The Great St. Louis Bank Robbery | 1959 | John Egan             |             |
| The Young One                    | 1960 | Jackson               |             |
| The Parent Trap                  | 1961 | Hecky                 |             |
| Walk on the Wild Side            | 1962 | Bit Part              | nemenționat |
| Birdman of Alcatraz              | 1962 | Kramer                |             |
| To Kill a Mockingbird            | 1962 | Walter Cunningham Sr. |             |
| Hud                              | 1963 | Jesse                 |             |
| Captain Newman, M.D.             | 1963 | Major Snowden         |             |
| Bus Riley's Back in Town         | 1965 | Spencer               |             |